# Ernst Hefter

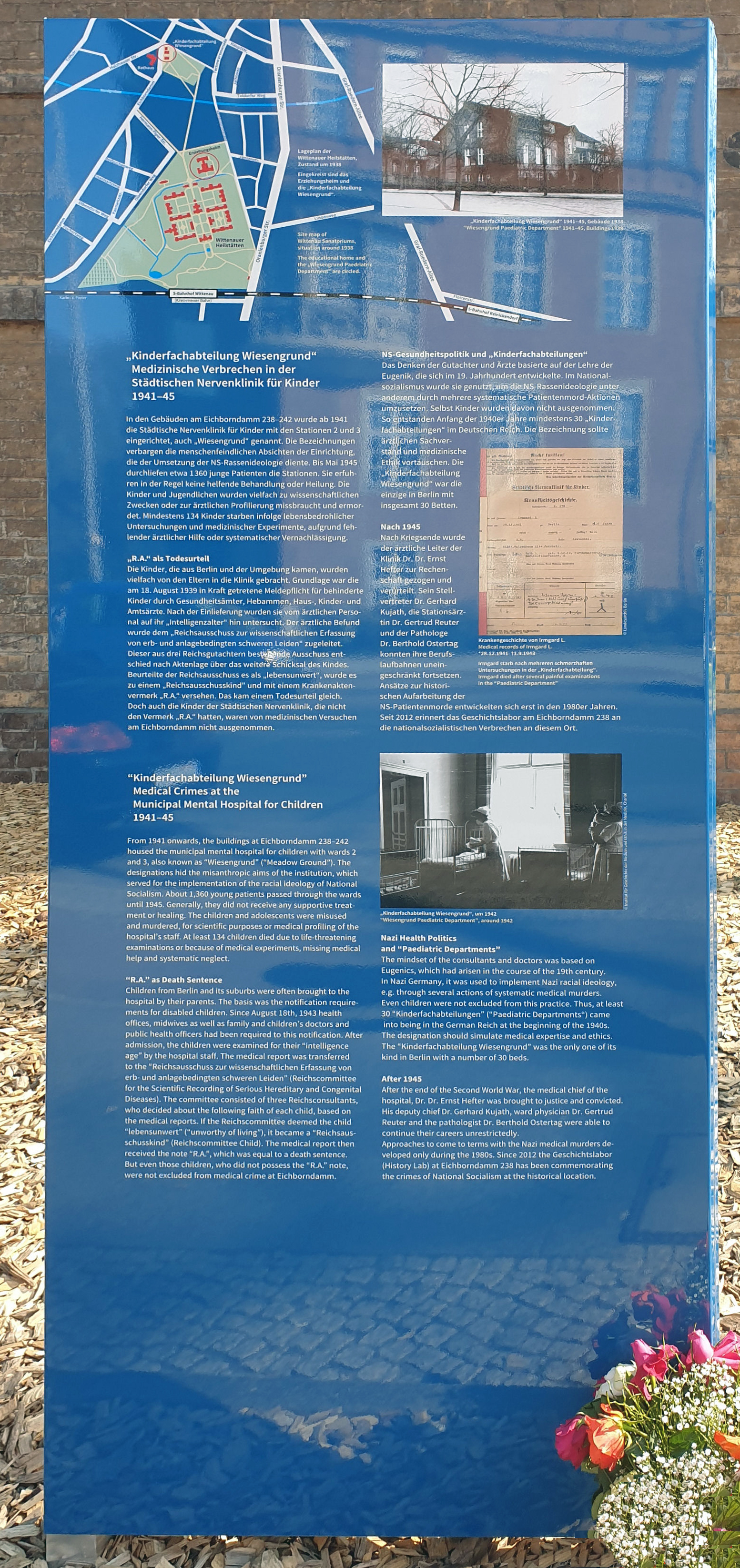
Gedenktafel am Haus, Eichborndamm 238, in Berlin-Wittenau

Ernst Hefter (* 11. Januar 1906 in Minden; † 11. April 1947 in Bautzen) war ein deutscher Psychiater, der während der Zeit des Nationalsozialismus an Euthanasieverbrechen beteiligt war.

## Leben
Hefter war der Sohn eines Obersts. Nach dem Abschluss seiner Schulzeit absolvierte er ein Medizinstudium und promovierte an der Universität Hamburg mit der 1932 erschienenen Dissertation Ueber gewöhnliche und ungewöhnliche Warzeneruptionen zum Dr. med. Danach war er ab November 1932 zunächst als Volontär an der Psychiatrischen und Nervenklinik der Charité beschäftigt und dort von Anfang November 1934 bis Ende Januar 1937 außerplanmäßiger Assistent. Anschließend war Hefter wissenschaftlicher Mitarbeiter am Hauptgesundheitsamt in Berlin.
Hefter, ein Freund des Reichsärzteführers Leonardo Conti, wurde Anfang Februar 1939 Oberarzt an den Wittenauer Heilstätten. Ab dem 17. November 1939 war er als T4-Gutachter an Selektionen von Kranken und Behinderten für die Aktion T4 beteiligt. Er trat zum 1. Februar 1940 der NSDAP bei (Mitgliedsnummer 7.463.696) und war Beisitzer am Erbgesundheitsgericht. Von Juli 1941 bis zum Ende des Zweiten Weltkrieges leitete er die „Kinderfachabteilung“ in der Nervenklinik für Kinder in Berlin Reinickendorf. „Kinderfachabteilung“ war das Tarnwort für „Mordabteilung“ im Rahmen der Kinder-Euthanasie.
Nach Kriegsende wurde Hefter durch die Sowjets festgenommen und inhaftiert. Aufgrund des von ihm verantworteten Todes von 30 Kindern sowie seiner Gutachten zu Zwangssterilisationen wurde Hefter im August 1946 von einem Sowjetischen Militär-Tribunal (SMT) zu zehn Jahren Haft verurteilt. Als SMT-Verurteilter war Hefter u. a. Häftling im Speziallager Torgau (Fort Zinna) und verstarb am 11. April 1947 in der Justizvollzugsanstalt Bautzen.